# Oñacinos
Los oñacinos eran los partidarios del linaje guipuzcoano de Oñaz. Este bando estuvo enfrentado de forma cruenta durante la Edad Media con los gamboínos en las llamadas guerras de bandos, afectando a los diferentes linajes de la nobleza rural de los territorios de Vizcaya, Guipúzcoa y Álava. Estas luchas no culminarían hasta finales del siglo XV y comienzos de XVI, gracias a la mejora de las condiciones económicas y políticas generales. 

## Descripción

Blasón de la casa de Oñaz.

Estaba encabezado por la familia Mendoza, y tuvieron como aliados a los beamonteses y a la Corona de Castilla.
Familias que lo apoyaban:
- Casa de Loyola
- Casa de Lazcano
- Casa de Amézqueta
- Casa de Emparan
- Casa de Unzueta
- Casa de Salazar
- Casa de Butrón
- Casa de Zárate